# Juhan Parts
Juhan Parts (født 27. august 1966, Tallinn, Estland) er en estisk politiker, som var Estlands statsminister mellem 2003-2005 og minister for økonomi og kommunikation fra 2007 til 2014. Juhan Parts er medlem af Unionen af Pro Patria og Res Publica partiet.